# Uniwersytet Bundeswehry w Monachium
Uniwersytet Bundeswehry w Monachium (niem. Universität der Bundeswehr München, UniBw München) – niemiecka uczelnia wojskowa powstała w 1972 roku jako Wyższa Szkoła Bundeswehry w Monachium. W 1973 roku dokonano pierwszego naboru studentów na tę uczelnię.
Uniwersytet ten jest razem z Uniwersytetem Bundeswehry w Hamburgu jednym z dwóch funkcjonujących obecnie w Niemczech uniwersytetów Bundeswehry. Ich celem jest kształcenie kadr oficerskich.
Od początku istnienia uczelnia kształci zarówno na kierunkach uniwersyteckich, jak i na poziomie wyższej szkoły zawodowej (Fachhochschule). W 2007 roku system studiów został przekształcony na kompatybilny do systemu bolońskiego. Obecnie na dziesięciu wydziałach uczelnia oferuje 15 programów licencjackich i 13 magisterskich.
Aktualnie zapisanych jest na uczelni w Neubiberg ok. 2800 studentów, w tym ok. 300 kobiet, 50 cudzoziemców i 100 cywilów. O nich troszczy się 162 profesorów i ponad 1100 innych pracowników.
Ze względu na studium w trymestrach można studiować na uczelniach Bundeswehry szybciej niż na uczelniach cywilnych. Dlatego licencjat można tu zdobyć w przeciągu trzech, a tytuł magistra w przeciągu czterech lat. Dyplomy te są w pełni porównywalne z dyplomami innych niemieckich uczelni państwowych. Większość studentów podczas studiów mieszka na terenie kampusu i chwali sobie zarówno krótkie drogi jak i studia w małych grupach. Dzięki dobrym warunkom na uczelni można nie tylko studiować, ale i prowadzić prace badawcze zdobywając doktorat oraz habilitację.

## Historia
- 1972 – rozporządzenie rządu federalnego o stworzeniu wyższych szkół Bundeswehry w Monachium i Hamburgu;

- 1973 – utworzenie Wyższej Szkoły Bundeswehry w Monachium z trzema wydziałami i sześcioma kierunkami studiów;

- 1978 – utworzenie wydziału nauk politycznych i społecznych;

- 1980 – szkoła otrzymuje możliwość kształcenia na studiach doktoranckich;

- 1981 – szkoła otrzymuje prawo habilitacji;

- 1985 – przemianowanie Wyższej Szkoły Bundeswehry w Monachium na Uniwersytet Bundeswehry w Monachium;

- 2000 – modernizacja wyszczególnionych struktur i organizacji na Uniwersytecie;

- 2001 – udostępnienie uczelni dla studentów cywilnych;

- 2001 – utworzenie specjalnego studium żeńskiego dla oficerów (wojsk lotniczych – Luftwaffe, marynarki wojennej – Marine, a od 2004 także dla wojsk lądowych – Heer).

- 2007 – przekształcenie studiów dyplomowych na system Bachelor/Master, kompatybilny z systemem bolońskim

- 2013 – obchody 40. rocznicy działalności uczelni[5]